# Rycx
Rycx, soms ook Ryckx was de naam van een zeventiende-eeuwse familie van beeldende kunstenaars, die vooral in Brugge gevestigd was.

## Familieleden
De verschillende leden van de familie die als kunstenaar bekend stonden waren:
- Jan Rycx (1585-1643), getrouwd met Catherine Pot.
  - Paul Rycx de Oude (Brugge, 16 oktober 1612 - 5 maart 1668), zoon van Jan en Catherine Pot, werd kunstschilder. In 1635 werd hij als meester ingeschreven in het Brugse ambacht van beeldenmakers. Hij bekleedde er diverse functies: deken (1645-46), en stadhouder (driemaal tussen 1650 en 1664). Hij trouwde met Johanna Stalpaert en ze kregen acht kinderen. In 1646 werd hij lid van de Sint-Jorisgilde. Hij nam de opvolging van zijn vader in het atelier de Venetiaanse Loge op het Beursplein. Van hem zijn de volgende werken bekend: H. Hieronymus (Sint-Salvatorskathedraal), portret van proost Simoens (O.L.Vrouwkerk Brugge). Hij voerde heel wat ambachtelijk werk uit, zoals het schilderen van wapenborden en obiits, het vergulden van lijsten, het polychromeren van beelden.
    - Paul Rycx de Jonge (Brugge, 13 februari 1649 - 27 maart 1690), zoon van Paul Rycx en Johanna Stalpaert, trouwde met Albertina van Couckercke en ze kregen acht kinderen. In 1672 werd hij meester in de Brugse gilde van de beeldenmakers en bekleedde er vaak bestuursfuncties. Hij dreef een kunsthandel en een winkel van schildergerief, terwijl hij ook het atelier van zijn vader overnam in de Venetiaanse Loge, huis dat hem gedeeltelijk toebehoorde. Hij kocht ook het huis Sint Marcus in de Korte Winkel.

  - Mathias Rycx (Brugge, 1 augustus 1618-1649), zoon van Jan en Catherine Pot, werd kunstschilder en lid van het ambacht van de beeldenmakers in Brugge. Er zijn geen werken gevonden die met zekerheid aan hem kunnen worden toegeschreven.
  - Peter Rycx (Brugge, 6 maart 1630 - Rotterdam, 1674), zoon van Jan en Catherine Pot, getrouwd met Aldegonde de Langhe, werd beeldhouwer. Hij leerde het ambacht in Brugge, Brussel en Rijsel en werd vrijmeester in 1654. In 1658 werd hij opgenomen in het ambacht in Delft en werkte er mee aan de beeldhouwwerken van het stadhuis. Omstreeks 1663-64 trok hij naar Rotterdam, waar hij onder meer het grafmonument kapte voor Witte de With in de Grote Kerk.
  - Karel Rycx (Brugge, 21 november 1632 - Ieper, na 1656), zoon van Jan en Catherine Pot, werd glazenier en ging in de leer bij Cornelis De Witte. Hij werd vrijmeester in 1656 en vestigde zich in Ieper.
  - Nicolaas Rycx (Brugge, 2 juli 1637 - Brugge of Antwerpen, 1672), zoon van Jan en Catherine Pot, kreeg zijn opleiding van zijn broer Paul. In 1667 werd hij meester in het ambacht van de beeldenmakers in Brugge. Hij ondernam een lange reis doorheen Spanje en het Midden-Oosten, met onder meer een bezoek aan Jeruzalem. Bij zijn terugkeer schilderde hij vooral Oosterse taferelen. In 1670 werd hij lid van de Sint-Sebastiaansgilde in Brugge en in 1671-72 (wellicht tot aan zijn dood) was hij gouverneur van de gilde van beeldenmakers.